# Homosexualität in Burkina Faso

Geografische Lage von Burkina Faso

Homosexualität ist in Burkina Faso in Teilen der Gesellschaft tabuisiert, homosexuelle Handlungen sind legal.

## Legalität
Homosexuelle Handlungen sind in Burkina Faso legal. Ein Antidiskriminierungsgesetz besteht nicht. Eine staatliche Anerkennung von gleichgeschlechtlichen Paaren besteht weder in der Form der Gleichgeschlechtlichen Ehe noch in einer Eingetragenen Partnerschaft in Burkina Faso.